# 大入賞口
大入賞口（だいにゅうしょうこう）は、パチンコ台の盤面に設けられた入賞口のうち、役物が作動した場合に著しく入賞が容易になるものをいう。開放動作によって、まとまった出玉を獲得する（あるいは期待できる）目的を持った入賞口である。
一般的にデジパチではアタッカーとして用いられている。機種によってはアタッカー形状のもの以外に、電動チューリップのものもある。

## 経緯
昭和40年代、手打ちハンドル式の普通機に採用されたもので、FOOTBALLをモチーフにしたアタッカー形状のものは内部が3分割されており、中央部分に入賞球があるまで開放状態を保つ機能を有していた。
この役物は電動式ではなく、玉の重さを利用して作動する構造となっていた。
昭和50年代に入ると電動ハンドルの普及と共に、盤面の構成にも電動役物が採用された電役機が普及し、電動チューリップあるいは機種ごとに独自の形状をしたものが次々に登場した。
さらにデジパチの登場により、アタッカー形状のものが爆発的に普及し、アタッカーはもはや代名詞的存在となった。